# 앵그리버드 다이스
《앵그리버드 다이스》(Angry Birds Dice)는 2017년에 출시된 로비오 엔터테인먼트의 비디오 게임이다.